# Бретенбак-О-Рен
Бретенба́к-О-Рен (фр. Breitenbach-Haut-Rhin) — коммуна на северо-востоке Франции в регионе Гранд-Эст (бывший Эльзас — Шампань — Арденны — Лотарингия), департамент Верхний Рейн, округ Кольмар — Рибовилле, кантон Вендзенем. До марта 2015 года коммуна административно входила в состав упразднённого кантона Мюнстер (округ Кольмар).
Площадь коммуны — 9,37 км², население — 885 человек (2006) с тенденцией к стабилизации: 848 человек (2012), плотность населения — 90,5 чел/км².

## Население
Численность населения коммуны в 2011 году составляла 854 человек, а в 2012 году — 848 человек.
| 1962 | 1968 | 1975 | 1982 | 1990 | 1999 | 2004 | 2006 | 2009 | 2011 | 2012 |
| ---- | ---- | ---- | ---- | ---- | ---- | ---- | ---- | ---- | ---- | ---- |
| 849  | 834  | 862  | 835  | 854  | 879  | 884  | 885  | 853  | 854  | 848  |

Динамика населения:

## Экономика
В 2010 году из 572 человек трудоспособного возраста (от 15 до 64 лет) 437 были экономически активными, 135 — неактивными (показатель активности 76,4%, в 1999 году — 69,3%). Из 437 активных трудоспособных жителей работали 395 человек (220 мужчин и 175 женщин), 42 числились безработными (22 мужчины и 20 женщин). Среди 135 трудоспособных неактивных граждан 46 были учениками либо студентами, 50 — пенсионерами, а ещё 39 — были неактивны в силу других причин.
На протяжении 2011 года в коммуне числилось 360 облагаемых налогом домохозяйств, в которых проживало 851,5 человек. При этом медиана доходов составила 19312 евро на одного налогоплательщика.

## Достопримечательности (фотогалерея)

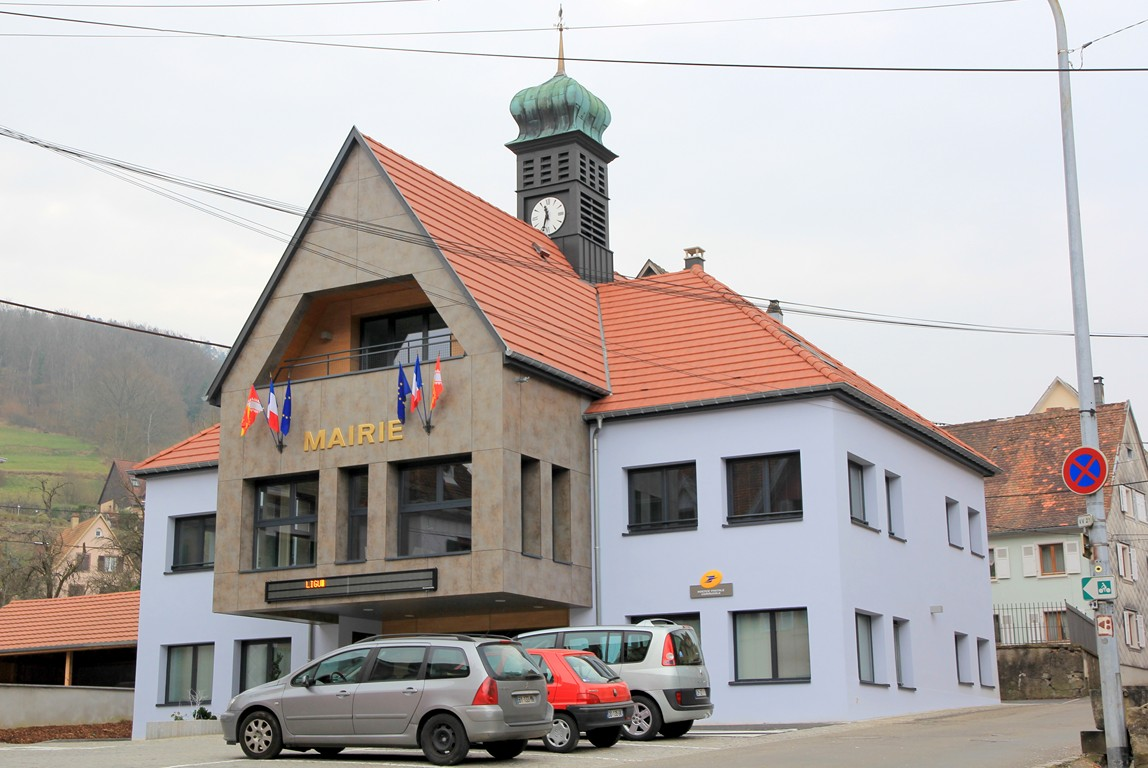
Здание мэрии